# آل سيد الشيخ حمزة
آل سيد الشيخ حمزة هو مسؤول سامي جزائري ولد يوم 16 أبريل 1983 بمتليلي، ولاية غرداية. عين كوزير منتدب للبيئة الصحراوية في حكومة جراد.

## الشهادات العلمية
- باكالوريا علوم طبيعية سنة 2002
- مهندس دولة في البيئة والمحيط 2007
- شهادة مراقب في الوقاية والأمن والبيئة 2011.
- مهندس دولة  في البيولوجيا 2012.

## الخبرة المهنية
- مدير عام للملتقيات الدولية للطريقة الشيخية بالجزائر منذ 2017.
- رئيس اللجنة الولائية للمؤسسات المصنفة منذ 2013 لولاية غرداية.
- رئيس اللجنة الولائية لمراقبة الأكياس البلاستيكية منذ 2014 لولاية غرداية.
- مهندس دولة في البيئة بمديرية البيئة من 2009 إلى 2014.
- مهندس دولة في البيئة بمكتب الدراسات التقنية 2012 بولاية غرداية.
- رئيس لجنة حماية الآثار وقيم التعمير لبلدية متليلي منذ 2017.
- رئيس لجنة حماية القصر العتيق لبلدية متليلي منذ 2017.
- نائب رئيس المجلس الشعبي البلدي بمتليلي منذ 2017.
- رئيس لجنة الشؤون الاجتماعية والثقافية والرياضية لبلدية متليلي منذ 2017
- رئيس لجنة الصحة لبلدية متليلي 2019
- رئيس لجنة التشغيل لبلدية متليلي منذ 2017
- رئيس لجنة التربية والتعليم منذ 2019
- رئيس لجنة الحفلات والأعياد الوطنية منذ 2019
- عضو مجلس إدارة بمديرية الصحة لولاية غرداية
- رئيس لجنة التكوين والتمهين والعلاقة مع أرباب العمل منذ 2018
- رئيس فرقة التحقيق الاجتماعي بأداء القسم منذ 2019